# Stadiëringssysteem
Een stadiëringssysteem wordt gebruikt om te bepalen en aan te duiden hoe ver een ziekte is gevorderd: dit wordt het stadium van de ziekte genoemd. Het stadium van de ziekte wordt veelal gebruikt om de behandeling en prognose te bepalen.
Voorbeelden van stadiëringssystemen zijn:
- Ann Arbor-stadiëring bij de ziekte van Hodgkin en sommige andere kwaadaardige lymfomen.
- Braak-stadiëring bij de ziekte van Alzheimer en ziekte van Parkinson.
- Durie-Salmon-stadiëring en International Staging System bij multipel myeloom (ziekte van Kahler).
- TNM-classificatie